# Котенёв, Владимир Владимирович (российский дипломат)
Влади́мир Влади́мирович Котенёв (род. 18 июля 1957, Москва, СССР) — российский дипломат. Чрезвычайный и полномочный посол Российской Федерации в Федеративной Республике Германия (2004—2010).

## Биография
В 1979 году окончил МГИМО МИД СССР.
Работал в Посольствах СССР и России в ГДР, Австрии и Швейцарии, Генеральном консульстве СССР в Западном Берлине.
С 2001 по 2004 год — директор Департамента консульской службы МИД России.
С 5 апреля 2004 по 21 июня 2010 года — чрезвычайный и полномочный посол Российской Федерации в Федеративной Республике Германия.
В 2010 году назначен руководителем германского представительства «Газпрома» (Gazprom Germania GmbH).

## Награды
- Почётный работник Министерства иностранных дел Российской Федерации (2003) — за многолетнюю и плодотворную работу в Министерстве[6]
- Орден Дружбы (26 июня 2007) — за большой вклад в реализацию внешнеполитического курса Российской Федерации и многолетнюю добросовестную работу[7][8]
- Благодарность Президента Российской Федерации (12 ноября 2008) — за заслуги в деле увековечивания памяти погибших при защите Отечества и активную работу по сохранению монументов, памятников и воинских захоронений[9]
- Медаль «За заслуги в увековечении памяти погибших защитников Отечества» (Минобороны России, 2008) — за большой личный вклад в увековечение памяти погибших защитников Отечества, установление имен погибших и судеб пропавших без вести военнослужащих, проявленные при этом высокие моральные и деловые качества, усердие и разумную инициативу, оказание содействия в решении задач по увековечению памяти погибших защитников Отечества[10]

## Дипломатический ранг
- Чрезвычайный и полномочный посол (25 июля 2006)[11]